# Oerane microthyrus
Oerane microthyrus är en fjärilsart som beskrevs av Paul Mabille 1883. Oerane microthyrus ingår i släktet Oerane och familjen tjockhuvuden. Inga underarter finns listade i Catalogue of Life.